# Gouvernement d'Omsk
1920–1925
Entités précédentes :
- Oblast d'Omsk

Entités suivantes :
- kraï de Sibérie

Le gouvernement d'Omsk (en russe : Омская губерния, Omskaïa goubernia) est une subdivision administrative et territoriale de la R.S.F.S.R. Créé en 1920, il fut incorporé à la République socialiste soviétique autonome kazakhe, puis supprimé en 1928. Sa capitale était la ville de Semipalatinsk.

## Histoire
Le gouvernement d'Omsk fut officiellement créé en 1920 sur le territoire de l'oblast d'Omsk (appelé oblast d'Akmolinsk avant 1917). 
À l'origine, le gouvernement était divisé en neuf ouïezds : Akmolinsk, Atbassar, Kalatchinsk, Kokchetaou, Omsk, Petropavlovsk,Tara, Tatarsk et Tioukalinsk. À la suite des nombreuses réorganisations territoriale (une à deux par an entre 1920 et 1925) le gouvernement compte finalement six ouiezd en 1925 : Kalatchinsk, Omsk, Tara, Tatarsk, Tioukalinsk et Slavgorod.
En 1925, le gouvernement est supprimé et ses territoires réorganisés en okrougs du kraï de Sibérie.